# 시모소가촌
시모소가촌(일본어: 下曽我村)은 일본 가나가와현 아시가라시모군에 존재했던 촌이다. 현재의 오다와라시 동부에 해당한다.

## 역사
- 1889년 4월 1일 - 정촌제 시행에 의해 아시가라시모군 시모소가촌이 성립하였다.
- 1954년 12월 1일 - 오다와라시에 편입해, 동일 시모소가촌은 폐지되었다.

## 교통

### 철도
- 일본국유철도 (현 도카이 여객철도)
  - 고텐바선

## 참고 문헌
- 角川日本地名大辞典編纂委員会,『角川日本地名大辞典 神奈川県』1984, 角川書店